# О̄
О̄ о̄（帶長音符號的O；斜體：О̄ о̄）是一個西里爾字母。在大多數的字型下，它與拉丁字母Ō ō（帶長音符號的拉丁字母O）非常相似。
這個字母被使用於鄂溫克語、曼西語、赫哲語、涅吉達爾語、鄂羅克語、烏爾奇語、基爾丁薩米語、塞爾庫普語、車臣語。